# Emesis condigna
Emesis condigna is een vlindersoort uit de familie van de prachtvlinders (Riodinidae), onderfamilie Riodininae.
Emesis condigna werd in 1925 beschreven door Stichel.